# اقتصاد هندوراس

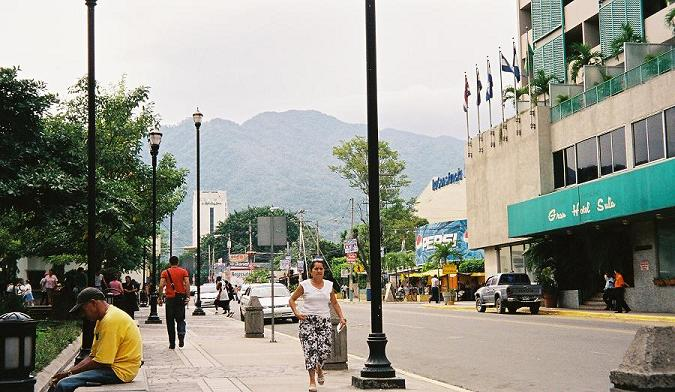
وسط مدينة سان بيدرو سولا.

يعتمد اقتصاد هندوراس في المقام الأول على الزراعة، التي مثلت 14% من ناتجها المحلي الإجمالي في عام 2013. يُمثّل البن سلعة التصدير الرائدة (340 مليون دولار) 22% من إجمالي عائدات التصدير في هندوراس. أما الموز، الذي كان سابقًا ثاني أكبر صادرات البلاد إلى أن قُضي عليه تقريبًا بحلول إعصار ميتش في عام 1998، فقد تعافى في عام 2000 حتى 57% من مستويات ما قبل ميتش. يُعتبر الروبيان المزروع قطاعًا آخر من الصادرات الهامة. منذ أواخر السبعينيات بدأت المدن في الشمال بالإنتاج الصناعي من خلال الماكيلادوراس، وخاصة في سان بيدرو سولا وبورتو كورتيس.
تتمتع هندوراس بموارد واسعة النطاق من الغابات والموارد البحرية والمعدنية، على الرغم من القطع والحرق استمرت الأساليب الزراعية في تدمير غابات هندوراس. قد نما اقتصاد الهندوراس بنسبة 4.8% في عام 2000، فتعافى من الركود الناجم عن ميتش (-1.9%) في عام 1999. تابع قطاع الماكيلادورا في هندوراس -وهو ثالث أكبر قطاع في العالم- أداءه القوي في عام 2000، إذ وفر فرص العمل لأكثر من 120 ألف شخص، وولّد أكثر من 528 مليون دولار من النقد الأجنبي للبلد. بلغ التضخم، وفقًا لمؤشر أسعار المستهلك، 10.1% عام 2000، بانخفاض طفيف عن 10.9% المسجلة في عام 1999. ظلّ وضع الاحتياطي الدولي في البلد قويًا في عام 2000، بما يزيد قليلًا عن مليار دولار أمريكي. ارتفعت التحويلات المالية من شعب الهندوراس الذين يعيشون في الخارج (أغلبهم في الولايات المتحدة) بنسبة 28% إلى 410 مليون دولار في عام 2000. انخفضت الليمبيرا (العملة) لسنوات عديدة، ولكنها استقرت عند مستوى 19 لقيمة الدولار الأميركي في عام 2005. يُعدّ شعب الهندوراس من بين أفقر شعوب أميركا اللاتينية؛ إذ يبلغ نصيب الفرد من الدخل القومي الإجمالي (2007) 1,649 دولارًا أمريكيًا؛ يبلغ المتوسط في أميركا الوسطى 6,736 دولارًا. تعد هندوراس رابع أفقر دولة في نصف الكرة الغربي، بعد هايتي، ونيكاراجوا، وغويانا. يمكن أن يوفر استخدام قياسات إحصائية بديلة بالإضافة إلى الناتج المحلي الإجمالي سياقًا أكبر للفقر في البلاد.
وقعت البلاد على برنامج موسّع للتصحيح الهيكلي (ESAF) -الذي تحول فيما بعد إلى هيئة النمو ومكافحة الفقر (PRGF) مع صندوق النقد الدولي في مارس 1999. ما تزال هندوراس (منذ عام 2000 تقريبًا) تحافظ على سياسات مستقرة في مجال الاقتصاد الكلي. لم يكن سريعًا بتنفيذ التغييرات الهيكلية مثل خصخصة شركات الهاتف وتوزيع الطاقة المملوكة للدولة، وهي التغييرات المطلوبة من قبل صندوق النقد الدولي وغيره من المقرضين الدوليين. تلقّت هندوراس تخفيفًا كبيرًا للديون في أعقاب إعصار ميتش، بما في ذلك تعليق سداد أقساط الديون الثنائية وتخفيض الديون الثنائية من قبل نادي باريس -بما في ذلك الولايات المتحدة- بما يتجاوز 400 مليون دولار. في يوليو 2000، وصلت هندوراس إلى نقطة القرار في إطار مبادرة البلدان الفقيرة المثقلة بالديون (HIPC)، مؤهلةً البلد لتخفيف عبء الدين المؤقت متعدد الأطراف.
يبدو أن الأرض وفيرة وقابلة للاستغلال بسهولة، ولكن وجود أراضٍ واسعة يبدو مضللًا لأن التضاريس الجبلية الوعرة في البلاد تحد من الإنتاج الزراعي واسع النطاق إلى شرائط ضيقة على السواحل وقليل من الوديان الخصبة. لم يتطور قطاع التصنيع في هندوراس إلى ما هو أبعد من مجرد صناعات النسيج والصناعات التحويلية الزراعية وعمليات التجميع. أعاقت السوق المحلية الصغيرة والمنافسة في البلدان الأكثر تقدمًا صناعيًا في منطقة التصنيع الأكثر تعقيدًا.

## التاريخ الاقتصادي
بعد تحقيق استقلال الهندوراس عن إسبانيا في أوائل القرن التاسع عشر، أصبح نموها الاقتصادي مرتبطًا بشكل وثيق بقدرتها على تطوير منتجات التصدير الجذابة. خلال جزء كبير من القرن التاسع عشر، عانى اقتصاد هندوراس، ولم تنتج تربية الماشية التقليدية وزراعة الكفاف أي صادرات رئيسة مناسبة. في الجزء الأخير من القرن، تسارع النشاط الاقتصادي مع تطوير التنجيم عن المعادن الثمينة على نطاق واسع. كانت أهم المناجم في الجبال القريبة من العاصمة تيغوسيغالبا، وهي مملوكة لشركة نيويورك وهندوراس روزاريو للتعدين (NYHRMC).
كانت الفضة هي المعدن الرئيس المستخرج، وشكلت حوالي 55% من الصادرات في الثمانينيات. حفزت إيرادات تنجيم المعادن الشركات التجارية والفرعية، والبنية التحتية المبنية، والقيود النقدية المخفضة المفروضة على التجارة. مع ذلك، كان هناك آثار اقتصادية مفيدة أخرى؛ لأن صناعة التعدين لم تكن أبدًا مندمجة جيدًا مع بقية اقتصاد الهندوراس. وظفت شركات التعدين الأجنبية قوى عاملة صغيرة، ولم تقدم إلا القليل من العائدات الحكومية أو لم تقدم أيًا منها، واعتمدت في الغالب على معدات التعدين المستوردة.

### القرن العشرون
اندفع النشاط الاقتصادي الدولي في هندوراس في أوائل القرن العشرين. بين عامي 1913 و1929، ارتفعت صادراتها الزراعية من 3 ملايين دولار (2 مليون دولار من الموز) إلى 25 مليون دولار (21 مليون دولار من الموز). دُعمت هذه الصادرات «الذهبية» بأكثر من 40 مليون دولار من استثمارات شركات الموز المتخصصة في البنية التحتية للهندوراس، وحُميت بالضغط الأمريكي على الحكومة المحلية عندما شعرت الشركات بأنها مهددة.
ظلّ الأداء العام لاقتصاد هندوراس مرتبطًا بشكل وثيق بأسعار الموز وإنتاجه منذ العشرينيات إلى ما بعد منتصف القرن بسبب بطء ظهور أشكال أخرى من الزراعة التصديرية التجارية. بالإضافة إلى ذلك، كانت القوة العاملة المرتبطة بزراعة الموز تمثل نسبة كبيرة من أصحاب الأجور في البلد، إلى أن انخفضت بشكل كبير في منتصف الخمسينيات. قبل أكبر إضراب في زراعة الموز في عام 1954، كان ما يقارب الـ 35 ألف عامل يشغلون وظائف في مزارع الموز التابعة لشركة يونايتد فروت (فيما بعد شركة يونايتد براندز، ثم تشيكيتا براندز انترناشونال) أو شركة ستاندرد فروت (التي جلبتها لاحقًا كاسل وكوك، ثم شركة دولي فوود).
بعد عام 1950 شجعت حكومات هندوراس على تحديث الزراعة وتنويع الصادرات من خلال الإنفاق بشدة على البنية التحتية للنقل والاتصالات والائتمان الزراعي والمساعدة التقنية. وخلال الخمسينيات من القرن الماضي، ونتيجة لهذا، تحسنت أسعار الصادرات العالمية المرتفعة؛ فأصبح لحم البقر والقطن والبن منتجات تصديرية هامة لأول مرة. صُدّر السكر والأخشاب والتبغ من هندوراس، وبحلول عام 1960 انخفضت حصة الموز إلى حصة أكثر تواضعًا (45%) من إجمالي الصادرات. وخلال الستينيات، حُفِّز النمو الصناعي بإنشاء السوق المشتركة لأمريكا الوسطى (CACM).
نتيجة لتقليص الحواجز التجارية الإقليمية واستحداث رسوم جمركية خارجية مشتركة مرتفعة، بيعت بعض المنتجات المصنعة في هندوراس، مثل الصابون، بنجاح في بلدان أمريكا الوسطى الأخرى. بسبب الحجم الكبير والكفاءة النسبية للقطاع الصناعي في السلفادور وجواتيمالا، اشترت الهندوراس من جاراتها منتجات مصنّعة أكثر بكثير من التي باعتها لهم. بعد حرب كرة القدم عام 1969 مع السلفادور، انسحبت الهندوراس فعليًا من السوق المشتركة لأميركا الوسطى. غير أنه جرى تفاوض فيما بعد على ترتيبات تجارية ثنائية مواتية بين هندوراس وباقي الأعضاء السابقين في السوق المشتركة.
كان للتحول السياسي في ثمانينيات القرن العشرين عواقب قوية وغير متوقعة على الحالة الاقتصادية للبلاد. بدءًا من أواخر عام 1979، ومع انتشار التمرد في البلدان المجاورة، دعم قادة جيش الهندوراس بحماس سياسات الولايات المتحدة في المنطقة. وأسفر هذا التوافق عن دعم مالي استفاد منه المدنيون وكذلك الوزارات العسكرية والمنظمات في هندوراس. ارتفع الإنفاق الدفاعي في هندوراس طيلة ثمانينيات القرن العشرين إلى أن استهلك ما بين 20 إلى 30% من الميزانية الوطنية. قبل بدء الحشد العسكري في السنة المالية 1980، كانت المساعدة العسكرية التي تقدمها الولايات المتحدة إلى هندوراس أقل من 4 ملايين دولار. تضاعفت المساعدات العسكرية لكي تصل إلى ما يقارب 9 ملايين دولار أميركي فقط بحلول السنة المالية 1981، ثم ارتفعت إلى أكثر من 31 مليون دولار بحلول السنة المالية 1982، ثم بلغت 48.3 مليون دولار في السنة المالية 1983. سرعان ما تحولت هندوراس الصغيرة إلى عاشر أكبر متلقٍ للمساعدات التي تقدمها الولايات المتحدة؛ ارتفع إجمالي المساعدات الاقتصادية والعسكرية إلى أكثر من 200 مليون دولار في عام 1985، وبقي عند أكثر من 100 مليون دولار لبقية ثمانينيات القرن العشرين.
احتلت هندوراس المركز 116 في [[مؤشر الابتكار العالمي عام 2023. وتقدمت إلى المركز 114 وفق مؤشر عام 2024.